# Dagens Press
Dagens Press var en daglig aftontidning i Helsingfors som bildades 1914 genom en sammanslagning av Guss Mattssons Dagens Tidning och Nya Pressen som stod under Axel Lilles beskydd. Dagens Press gavs ut av AB Dagens Press, vars huvudsakliga ägare var Hufvudstadsbladet. Lille blev huvudredaktör medan Otto Edvin Rautell var ansvarig redaktör. Verkställande direktör var Justus Grönmark och som ledningens ordförande fungerade Viktor Ek.
Tidningen var en viktig opinionsbildare i Helsingfors, som framförallt propagerade för Svenska Folkpartiets vänstra falangs åsikter. Tidningen utkom varje dag under de första två åren, men efter 1916 bara sex dagar i veckan. Efter flera år av förlust förenades Dagens Press i slutet av 1921 med den lilla Svenska Tidningen och blev till Svenska Pressen.